# 郊外化

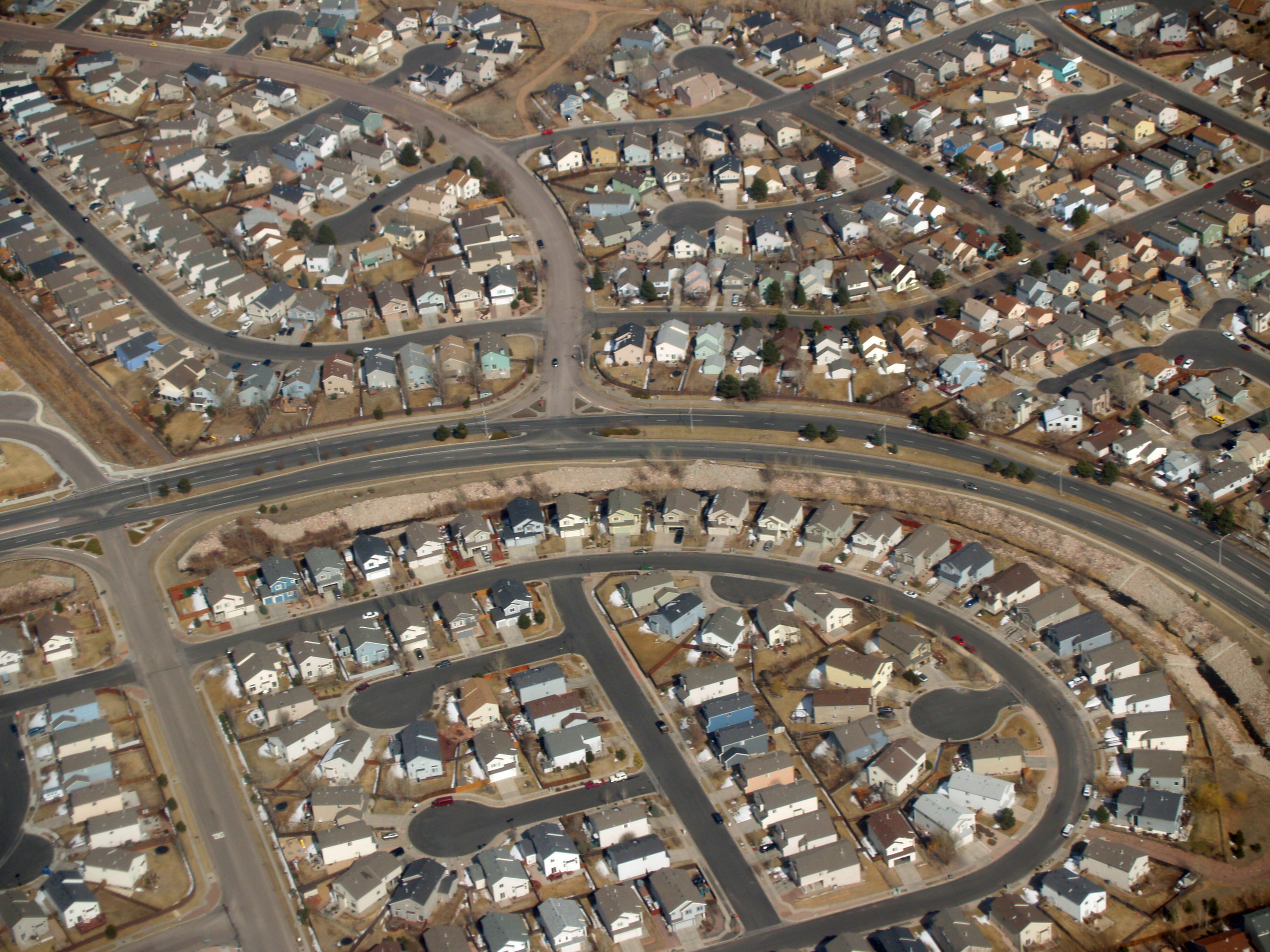
米国コロラドスプリングス周辺の郊外開発

郊外化（こうがいか、英: suburbanization）とは、都市化が進んだ結果、都市の周辺地域（郊外）において都市的要素と農村的要素が混在するようになるまでの変化プロセスのことである。

## 概要
郊外化の原因として、中心都市における超過人口の溢出、所得向上、中心都市の環境悪化、中心都市・郊外間の交通機関の発展、過密化対策の都市政策などが挙げられる。
郊外化により、都市周辺の村落において、人口の変化、土地利用の変化、都市的要素の増大、農村的要素の減少などの変化が発生する。郊外化による人口の変化として、人口や人口密度の増加、第二次・第三次産業人口やその割合の増加、第一次産業人口やその割合の減少などの変化が挙げられる。土地利用の変化として、農村的土地利用から都市的土地利用への変化が発生する。都市的要素の増大の例として住宅開発や工場移転などが、農村的要素の減少の例として農家や農地の減少などが挙げられる。
郊外化に際しては、都心の業務地区への通勤交通手段として、高速交通手段が大衆化していることが前提条件である。19世紀後半から20世紀にかけて馬や馬車に代わり、欧米や日本などの一部で、大量輸送が可能で頻繁に運行する鉄道（路面電車、インターアーバン、地下鉄、通勤鉄道など）が登場し、鉄道沿線の住宅地化が進んだ。続いて、T型フォードに代表される大衆車が普及し自動車用の道路が整備されることで、移動は格段に自由になり、通勤鉄道のない都市や鉄道沿線以外でも郊外住宅地が開発された。

## 郊外化の指標
人口の郊外化の指標として、富田 (1995)では増加率法、郊外化率、増加寄与率法、郊外化進展指数が挙げられている。
1. 増加率法
  - 時期{\displaystyle t_{1}}から{\displaystyle t_{2}}までの周辺都市における人口増加率が中心都市よりも上回るかどうかで、一般に郊外化が進行下の場合、周辺都市のほうが中心都市よりも人口増加率が高くなる[5]。
2. 郊外化率
  - 時期{\displaystyle t_{1}}から{\displaystyle t_{2}}までの周辺地域の人口増加率から中心都市の人口増加率を減じた値を使用する方法で、Frey and Speare (1988)により提唱された[6]。
3. 増加寄与率法
  - 時期{\displaystyle t_{1}}から{\displaystyle t_{2}}までの大都市圏全体の人口増加量のうち中心都市と周辺都市の増加寄与率を使用する方法で、郊外化が進行している場合は、周辺地域の増加寄与率が時期{\displaystyle t_{1}}における大都市圏全体における周辺地域の人口の割合よりも高くなる[7]。
4. 郊外化進展指数
  - 郊外化進展指数とは、{\displaystyle t_{2}}における周辺地域の人口の割合と{\displaystyle t_{1}}における周辺地域の人口の割合の差のことである[8]。大都市圏全体の人口における周辺地域の人口の割合の変化に着目する方法で、郊外化が進展している場合はこの値が正となる[8]。

## 各国での事例

### 日本
明治末期から昭和初期にかけて、田園都市構想の影響を受けた民間の鉄道会社（私鉄）が、環境に優れた郊外に持ち家を取得し、電気鉄道（電車）で都心に通勤するというライフスタイルを提案した。各社は東京や大阪の都心部から郊外への鉄道路線を建設し、その沿線で住宅地などの開発を行った。
関西における阪急電鉄による開発が先駆的なもので、阪急電鉄沿線の芦屋などがその典型である。それに影響を受け、関東でも田園都市（後の東急電鉄）により、東急沿線の洗足田園都市開発が進められた。
第二次世界大戦後は、持ち家政策が進められた高度成長期に三大都市圏などでの鉄道沿線のスプロールが進み、ドーナツ化現象と呼ばれる郊外化が生じた。日本の場合、主な通勤手段が自家用自動車ではなく鉄道である点が特徴的であったが、次第に高速道路やバイパス道路が整備され、自動車通勤・自動車での買い物も一般的になった。全国での道路建設により、これまで郊外化にあまり縁の無かった地方も急速に郊外化し、住宅や商業地が薄く広く郊外に建設されていった。

### アメリカ合衆国
アメリカ合衆国では、1950年代、自動車普及に伴う郊外化が加速した。第二次世界大戦から復員し結婚した若い人々は家族と住める広い住宅地を欲し、郊外での広々とした住宅開発、自家用自動車の普及、自動車専用道路の整備がこうしたニーズに応えた。アメリカ型郊外生活は、都市に大量の労働者を抱える世界の大都市に波及し、郊外住宅地や高速道路が多くの国の大都市に作られた。
アメリカでは住宅の郊外化に続いて、商業・業務の郊外化も起きている。大勢の自家用車が集まりやすいインターチェンジ周辺に大型のショッピングモールが出現し、やがて工場だけでなく企業のオフィスも、土地・建物の賃料が安く自動車通勤のできる郊外に移転した。通信技術やIT、配送サービスの進化や普及は、都心から離れた場所でのビジネスを容易にしたため、アメリカの企業本社の郊外立地は増えていった。
1990年代以降、ブーンバーブと呼ばれる高い成長を遂げた大型郊外都市や、エッジ・シティと呼ばれる都市外郭の高速道路沿いに薄く広く展開した業務中心地が、西海岸や南部、中西部などの都市圏に出現した。またこれと並行して、住宅がさらに郊外のほぼ農村と言える地帯にまで進出している。

### 大韓民国
大韓民国では、軍事境界線などにより開発があまり進まなかったソウル北郊にまで、1990年代後半からニュータウンの開発が進み、マンションなどが建てられている。それに伴い、それまで非電化ローカル線がほとんどであった北郊方面のKORAIL各線も電化複線化され、その多くが首都圏電鉄に組み込まれた。一戸建て住宅よりも高層マンションによる住宅開発が多いことが特徴的である。

## 郊外化の問題
郊外化は日本のみならず、多くの国で都市問題となっている。
郊外化により、都市周辺の農村や森林、水辺空間が住宅開発やモール開発のため破壊される。
郊外に都市活動が広がることにより、道路、上下水道、公共サービスを整備しなければならない面積が増え、自治体の負担が増える。
移動距離が伸びることで、移動に時間やエネルギーを多く使う。
郊外化に伴い、自家用車の利用者が増え、石油資源の枯渇、地球温暖化の進行が懸念される。
郊外から中心都市への移動が増えるため、公共交通機関の混雑や道路渋滞などが発生する。
郊外化による生活圏の広がり、地域コミュニティの希薄化により、郊外型犯罪の発生が懸念される。
産業の郊外化に伴い、雇用が郊外に流出する。
子供、貧困者、お年寄りや障害者など、自動車を運転できない交通弱者にとって不便である。→買い物難民、医療難民。
郊外化が進んだ現在、中心市街地の空洞化（シャッター通り）のほか、様々な問題点が郊外化に関して提起されている。逆に大規模店舗の業者側からは、中心市街地の努力不足や、政府・自治体による郊外での過大な道路開発や公的施設移転など、郊外に偏った公共工事が問題であると反駁されている。

そうした中で、日本では2000年代以降、大都市圏の地価下落などを反映し、大きな都市では郊外化とは逆の都心回帰が発生している。またいくつかの地方においては、郊外の整備費用を減らすため、また徒歩や自転車でも移動しやすく交通弱者の生活しやすい街にするために都市機能を中心部に再集積させる「コンパクトシティ」への動きもある。
一方で郊外化が終焉したわけではなく、2007年（平成19年）現在においては、首都圏では旺盛な住宅事情を反映して、つくばエクスプレス（首都圏新都市鉄道）やJR武蔵野線、東武野田線の沿線などを中心に、現在でも郊外型開発が続いている。また、関西圏でも大阪モノレールや近鉄けいはんな線沿線などで宅地開発が進み、住宅事情の改善に貢献している。一方で、流山おおたかの森駅開業に伴い市野谷の森が伐採されるなど都市近郊の貴重な緑地が破壊され、新線開業に伴う過大な都市開発が自治体の財政状況に影響を与えるなどの社会問題が発生しており、移動距離の増加に伴って使用するエネルギーの増加も懸念される。

## 利点と問題点

### 利点
オフィスの賃料が安く、中心市街地の機能移転後の維持・管理にかかる費用を削減できる。
郊外への人の流失によってコンパクトシティ化が進み地方再生につながる。
地方都市リノベーション事業により、建造物の建て替えの際に、都市機能を集約させ効率化を図ることが可能。

### 問題点
都市の郊外化による自動車利用の助長により、環境への負荷が増大する。
郊外化に伴う郊外施設の発展により、中心市街地への人口流入数が減少する。
中心市街地の衰退により集積していた都市機能が分散し、社会基盤設備の動作の効率が悪化する。
中心市街地の人口減少により、人々の交流機会が減少する。